# جيم براون (مخرج)
جيم براون (بالإنجليزية: Jim Brown)‏ هو مخرج أمريكي، ولد في 7 يونيو 1950 في نيويورك في الولايات المتحدة.

## وصلات خارجية
- جيم براون على موقع IMDb (الإنجليزية)
- جيم براون على موقع أول موفي (الإنجليزية)
- جيم براون على موقع قاعدة بيانات الفيلم (الإنجليزية)
- جيم براون على موقع كينوبويسك (الروسية)